# フォスロG2000 BB形ディーゼル機関車
フォスロG2000 BB形ディーゼル機関車は、重入れ替え及び本線用4動軸液体式ディーゼル機関車である。本形式はキールの旧Mak工場で2000年から製造されており、フォスロ社製の液体式ディーゼル機関車の中では最も高い出力を誇る。
ドイツ国鉄（DB）は本機を253型と呼称している。

## 概要

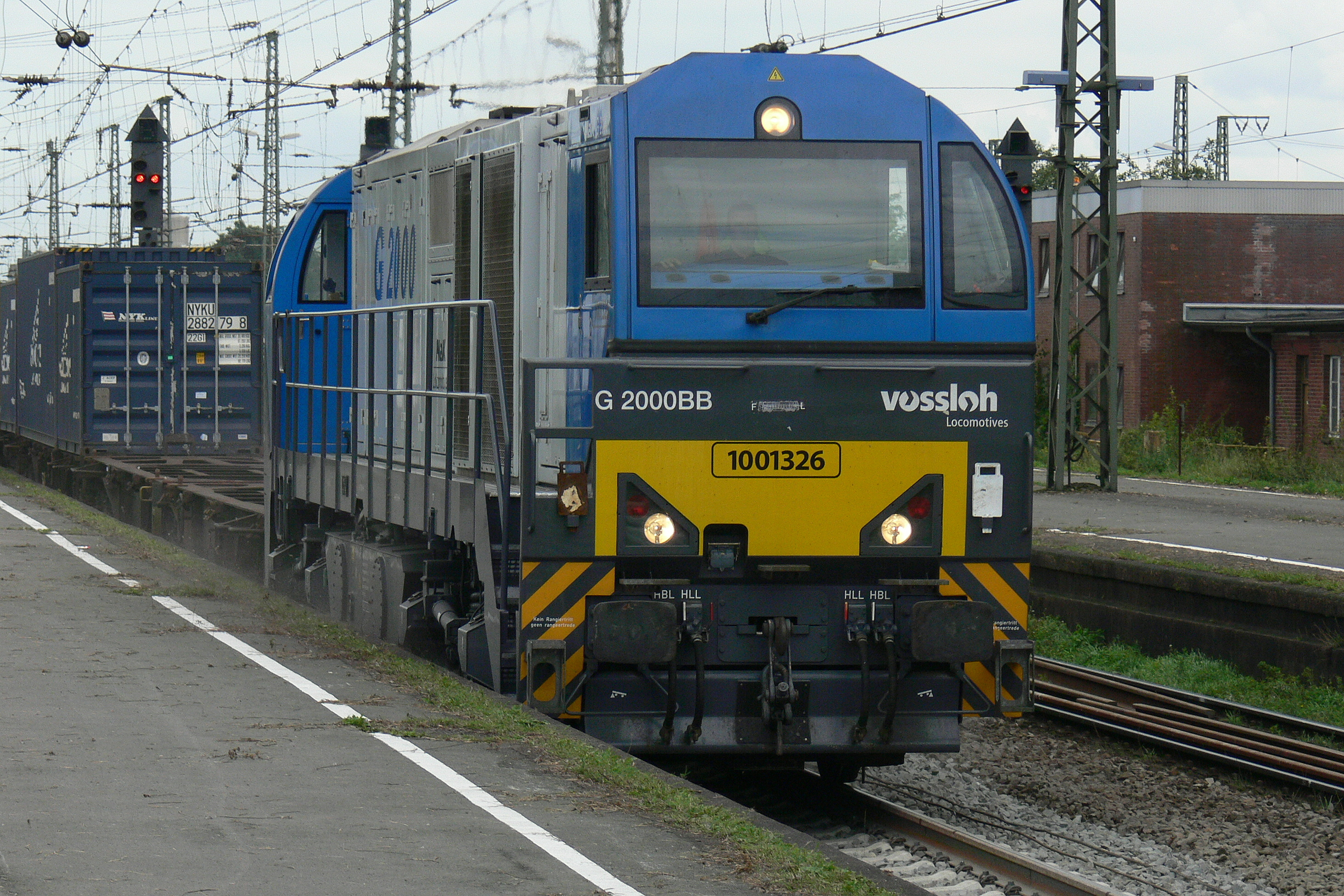
非対称形運転席により、機関車の前面へのアクセスを実現している。

本形式は、2000年のInnotransにおいて初公開された。初期型では、運転台の外観が非対称形となっており、機関車の前後の運転席間で往復できるように点検用の通路を配置することができた。また、遠隔操作が可能であることから、車外のデッキ部や通路から、外部の視界を確保しながら入れ替え作業を行うことができる。
本形式は、さまざまなサプライヤーから購入したエンジンや駆動系などの多数のコンポーネントからなるモジュラー設計となっている。外観設計はTricon-Design社が担当した。
二次型では運転台は対称形となり、イタリア向けとドイツ向けの2種類のバリエーションが用意された。イタリア向けのG2000-2 BBでは、左側通行が原則のイタリアに合わせ、運転台が左側に設置されている。一方、ドイツ向けのG2000-3 BBでは右側に設置されている。また、これらの二次型で導入された新たな運転台は2人乗務に対応している。なお、一次型と二次型の違いは運転台形状のみとなっている。
2004年に製造を開始したG2000-4 BBではエンジンをMTU製に変更し、最高出力が2700kWに向上している。この改良形では、さらにフォイト社製の流体式リターダが導入されている。
最終生産型となるG2000-5 BBは、G2000-4 BBと同等の仕様を備えつつ、スカンジナビア地域向けに設計された特別モデルで、空転防止技術を備えるとともに、-40度までの低温環境に対応している。

## 導入企業と運用状況
G2000 BBは、ドイツ、スイス、イタリア、オランダ、ベルギー、フランス、スウェーデン、デンマーク、及びポーランドで使用されている。
本形式は多くの国で運用されているが、その多くはリース形態で使用されている。Angel TrainsおよびMRCE（Mitsui Rail Capital Europe）の2社がリースでの貸し出しを行っているが、その多くはAngel Trainsによるものである。一方、Azienda Consorziale Trasporti (ACT)社及びSBB カーゴのSBB Am 840型についてはMRCEから供給を受けている。
G2000 BBはイタリア北部やドイツ・ルール地方において活躍しているほか、ベネルクス地域の国境を越えた輸送に活用されている。Rallion、ユーロカーゴレール、およびRail4chemほかの全ての企業が同機を貨物用機として使用している。
スウェーデンの鉄道会社であるHector Railは、G2000-4型およびG2000-5型を運用している。